# Accorus (Gott)
Accorus, auch Acorus, ist der Name einer romanokeltischen (?) Gottheit, der nur in drei Weiheinschriften aus der römischen Provinz Gallia Narbonensis (Südfrankreich) überliefert ist.
- CIL XII, 5783 aus Aquae Sextiae: Ac/co/ro
- CIL XII, 5798 aus Lançon-Provence: Genio / Acoro
- AE 1990, 704 aus Cucuron: Genio Ad/coro